# Бордеро
Бордеро́ (фр. bordereau — опись, ведомость) в страховом деле — документально оформленный перечень рисков, принятых к страхованию и подлежащих перестрахованию, с указанием страховой суммы и причитающихся премий. Бордеро выдается перестрахователем перестраховщику в сроки, указанные в договоре перестрахования.

## Виды бордеро
Окончательный бордеро — полная характеристика риска, страховая сумма, срок страхования, суммы ответственности, падающие на цедента и перестраховщика. Окончательное бордеро выставляется по рискам, фактически принятым к страхованию.
Предварительный бордеро — первичная характеристика риска.
Сводные (кумуляционные) бордеро — сводная информация по региональному страховому портфелю, т. е. по всем договорам от всех страховщиков, заключенным в определенном регионе (обычно — для рисков землетрясения или ураганов), служащая для оценки перестраховщиком кумуляции рисков.
Рекапитуляция — перечень высланных перестрахователем перестраховщикам бордеро. Обычно рекапитуляция высылается поквартально.

## «Бордеро» в деле Дрейфуса
Термин «бордеро» традиционно употребляется и в исторически обусловленном конкретном смысле — именно этим словом в ходе следствия был в 1894 году назван документ (перечень секретных документов, предлагавшихся к передаче германскому военному атташе в Париже его агентом во французском Генеральном штабе), который был положен в основу обвинения в шпионаже, предъявленного капитану Альфреду Дрейфусу в одном из самых знаменитых судебных процессов в истории Европы.